# Giovanni II de Ventimiglia

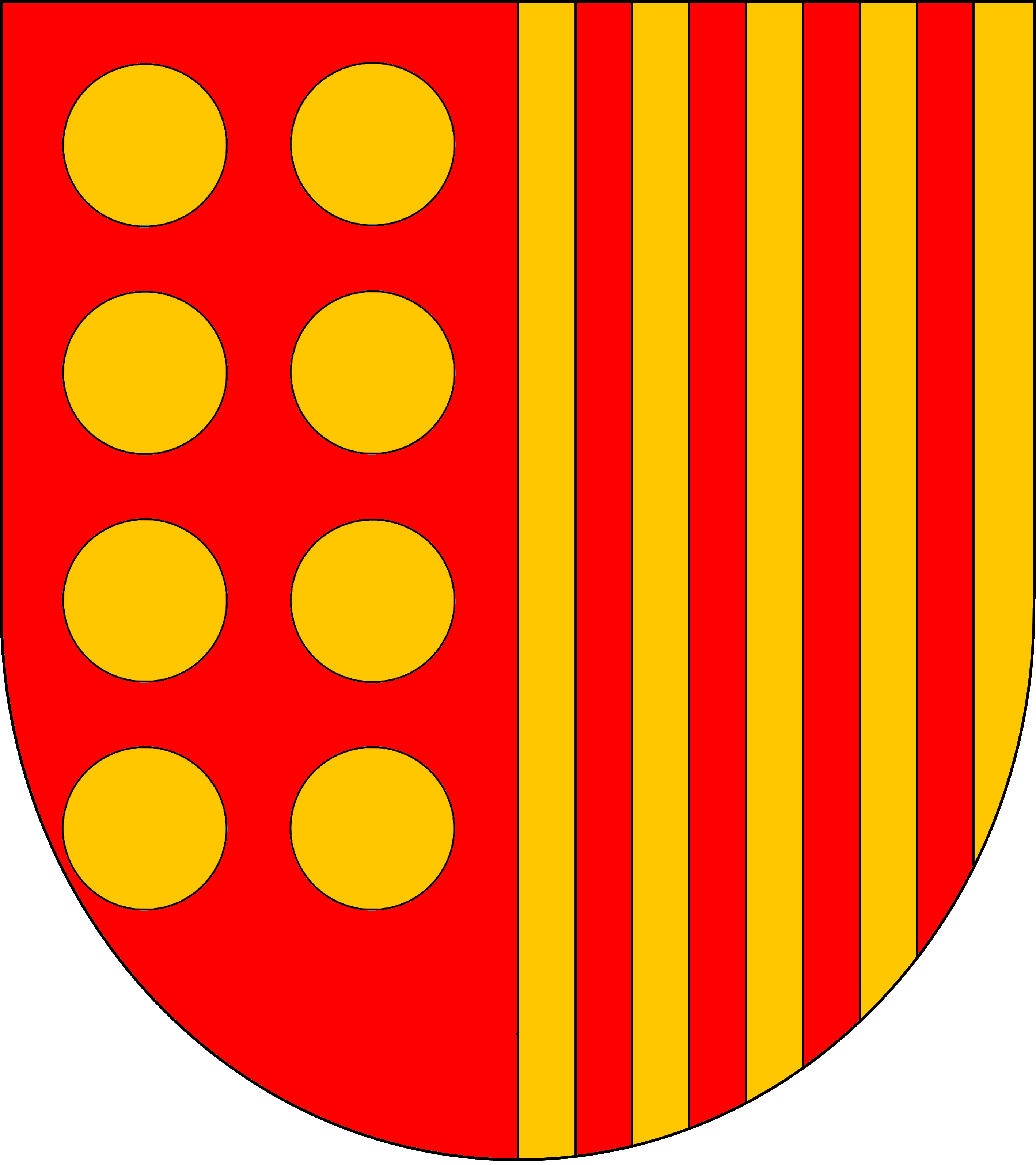
Casa de Moncada durante el Virreinato de Sicilia, actualmente integrada en la casa de Medinaceli.

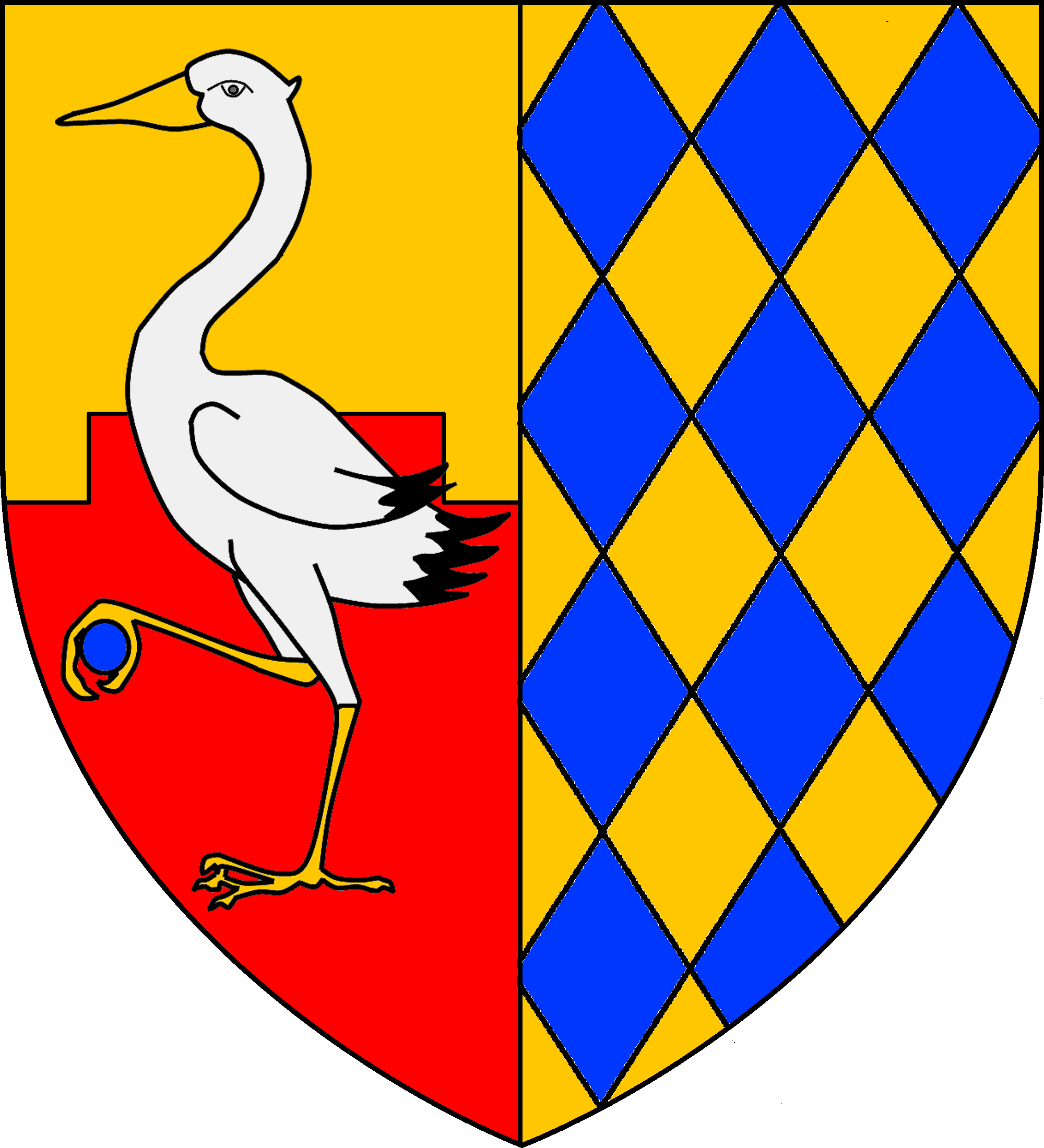
Casa de Lagrúa.

Giovanni II de Ventimiglia Moncada (13 de enero de 1521-Taormina, 15 de octubre de 1553), hijo de Simone I de Ventimiglia y Folch de Cardona (1485-1545) y de Isabel de Montcada y Montcada, hija de Guillén Ramón de Montcada, conde de Caltanissetta, Adernó y Augusta, maestre justicier de Sicilia, y de la condesa Conticela de Montcada, su deuda (Isabel de Montcada era viuda de su hermano Filippo, que no tuvo descendencia con ella).

## Títulos
- XX conde de Geraci.
- VI marqués de Irache.[2]
- Barón de Pettineo (1529).
- Señor de Castelbuono, Tusa, Gangi, del feudo de Tiro, Ciura, Sciara y Pinola.
- Stratigoto[3] de Mesina en los años 1532-33, 1539, 1540.[4]
- Pretor de Palermo en 1541-43 y 1549.

## Biografía
En los albores de 1544 se temía en la isla el viaje de regreso de Jeireddín Barbarroja a su tierra, ya que junto a su flota había hibernado en Francia y, forzosamente, debería pasar por el estrecho de Mesina. Incluso se llegó a temer que los franceses aprovechasen la situación para añadir algunos efectivos militares más y así poder asegurar la victoria, además de garantizarse un lugar tras la previsible conquista. Los preparativos en la isla no se hicieron esperar. Dentro del plan general de defensa, el conde-marqués de Irache reunió un contingente formado por 1200 soldados sicilianos, reclutados en el condado de Modica, 700 caballeros del servicio militar regular y 500 archibuqueros españoles. El fuerte dispositivo militar desplegado en defensa de la isla disuadió a Jeireddín Barbarroja, que pasó frente a las costas de Mesina sin acercarse. Pasado el peligro, el virrey Cardona partió con sus galeras hacia Palermo el 22 de agosto de 1544.
Apasionado por las ciencias matemáticas, fue el mecenas del científico Francesco Maurolico, que en 1548 se trasladó a Castelbuono para dedicarse íntegramente a sus estudios y observaciones astronómicas.
En marzo del año siguiente, regresando a Castelbuono tras acompañar a su hermana Margarita en su viaje nupcial a Palermo, tomó la decisión de tomar los hábitos del sacerdocio y abdicar en su hijo Simone II de Ventimiglia, partiendo a continuación hacia Roma, donde fue ordenado. Siendo ya sacerdote, como consecuencia de una grave enfermedad de uno de sus hijos inició el viaje de regreso a Castelbuono, pero al intentar vadear el río Alcántara, en las cercanías de Taormina, una súbita crecida provocada por las lluvias arrastró a Giovanni II, muriendo en el acto. Quince días después encontraron su cuerpo, próximo a Letojanni, desde donde fue trasportado a Castelbuono, donde descansa en la capilla de San Francesco.

## Matrimonio y descendencia
Casó en Palermo el 19 de mayo de 1527 con  Isabel de Moncada (m. 1542), hija única de  Juan de Moncada, I conde de Aytona, gran senescal de Cataluña, maestre justicier y virrey de Sicilia, y de su primera consorte, la condesa Juana La Grúa Talamanca, hija y heredera de los barones de Carini. En las pomposas celebraciones de los esponsales, ocurrió un triste acontecimiento: la techumbre de la sala principal del palacio de Giorgio Bracco, uno de los lugares donde se celebraban los banquetes de los esponsales, se derrumbó aprisionando y matando a casi 200 invitados, salvándose el propio virrey Ettore Pignatelli y su esposa de forma casual, ya que se encontraba en la única esquina de la planta que aguantó en pie. Tuvieron el conde-marqués Giovanni I e Isabella la siguiente descendencia:
- Simone II de Ventimiglia, VII marqués de Irache, que sigue.
- Girólamo, que murió en 1540, con apenas 10 años de edad, siendo su padre Stratigoto[3] de Mesina. Fue enterrado con mucha pompa en la basílica de San Francesco d'Assis.[11]
- Carlo (1539, +1583), conde de Naso.[12] Investido maritale nomine el 15 de junio de 1561 como VIII barón de Regiovanni y de Bordonaro Soprano, (*Palermo 1539,+Mesina 1582), que casó con Giovanna de Ventimiglia y de Requesens, VII Baronesa de Regiovanni,[13] baronesa de Bordonaro Soprano (1561) y de Bordonaro Sottano (1586), hija y heredera de Federico de Ventimiglia, VI barón de Regiovanni y Bordonaro y di Giulia de Requesens y de Requesens, de la casa de los condes de Buscemi, señores de Pantellería.
  - Francesco, que luchó en Flandes en la década de 1580, murió en Palermo en diciembre de 1590 en la desastrosa caída del puente de Santa María di Piedigrotta.[14]
  - Giuseppe I de Ventimiglia, IX marqués de Irache, siendo en ese momento el primogénito fue investido por muerte sin sucesión de su primo-hermano Giovanni III de Ventimiglia, hijo de Simone II de Ventimiglia.
  - Simone, que casó en 1599 con Violante Ferreri, (hija de Paolo Ferreri, barón de Pettineo) investida de los feudos de Cicera y Vescara.
- Francesco, Regente de Sicilia.[15]
- Giovanna Ippolita, bautizada el 12 de septiembre de 1542 en Palermo y muerta prematuramente.

## Línea de sucesión en elmarquesado de Irache
| Predecesor: Simone I de Ventimiglia Folch de Cardona | Casa de Ventimiglia ?-1553 | Sucesor: Simone II de Ventimiglia Moncada |